# Circuit LC

Esquema d'un circuit LC format per una bobina L en paral·lel amb un condensador C

Un  circuit LC  o  circuit ressonant  és un circuit format per una bobina L i un condensador C. En circuit LC hi ha una freqüència per la qual es produeix un fenomen de ressonància elèctrica, a la qual es diu freqüència de ressonància, per la qual la reactància inductiva és igual a la reactància capacitiva ({\displaystyle X_{C}=X_{L}\,\ !}). Per tant, la impedància serà mínima i igual a la resistència òhmica. Això també equival a dir, que el circuit estarà en fase.

## Anàlisi
En un circuit ressonant, la impedància total vindrà donada per:
{\displaystyle Z=\ sqrt{R^{2}+(X_{L}-X_{C})^{2}}\,\ !} i sent, {\displaystyle X_{L}=X_{C}\,\ !}, llavors {\displaystyle Z=\ sqrt{R^{2}}\,\ !}, i així {\displaystyle Z=R\,\ !}
En l'estat de ressonància elèctrica, en ser la impedància mínima, la intensitat eficaç del corrent serà màxima. Simultàniament, la diferència de potencial o tensió elèctrica corresponent a {\displaystyle X_{C}\,\ !} i {\displaystyle X_{L}\,\ !}, té valors màxims iguals.
Una altra característica dels circuits ressonants és que l'energia alliberada per un element reactiu (inductor o capacitor) és exactament igual a l'absorbida per l'altre. És a dir, durant la primera meitat d'un cicle d'entrada l'inductor absorbeix tota l'energia alliberada pel condensador, i durant la segona meitat del cicle el capacitor torna a capturar l'energia provinent de l'inductor. És precisament aquesta condició "oscil·latòria" que es coneix com a ressonància, i la freqüència en què aquesta condició es dona s'anomena freqüència ressonant.
Els circuits ressonants són especialment útils quan es vol fer "sintonitzadors" o "tuners", en els quals es vol donar prou potència a només una freqüència dins d'un espectre. Per exemple quan sintonitzem una emissora de ràdio en el nostre receptor el que s'ha produït és una condició de ressonància per a la freqüència central d'aquesta ràdio-emissora. En el cas dels receptors de ràdio comercials tenen un circuit ressonant "ajustable" per poder seleccionar la freqüència ressonant adequada. En les emissores d'FM els rangs de freqüència varien entre 88 i 108 MHz

## Tipus de circuits ressonants

### RLC Sèrie

Esquema d'un circuit RLC sèrie

{\displaystyle Z(j\ omega)=\ R+j\ omegaL+1/(j\ omegaC)\,\ !}
{\displaystyle \ omega_{0}=\ 1/\ sqrt{LC}\,\ !}
{\displaystyle Q=\ L\ omega_{0}/R\,\ !}

### RLC paral·lel

Esquema d'un circuit RLC paral·lel

{\displaystyle I(j\ omega)=\ 1/R+1/(j\ omegaL)+j\ omegaC\,\ !}
{\displaystyle \ omega_{0}=\ 1/\ sqrt{LC}\,\ !}
{\displaystyle Q=\ R/(L\ omega_{0})\,\ !}

### Variableomega{\displaystyle \ omega}
La variable {\displaystyle \ omega} és equivalent al producte del cicle complet en radians (2 · {\displaystyle \ pi}) i la freqüència (f).

{\displaystyle \ omega=2\ pif\,\;}